# Petru Cseh
Petru Cseh (în maghiară Lévai Cseh Péter) a fost voievod al Transilvaniei între anii 1436-1438.